# Trofeo Federale 2001
Il Trofeo Federale 2001 è stato la 16ª edizione di tale competizione, e si è concluso con la vittoria della Domagnano, al suo secondo titolo.

## Risultati
- Semifinali

A)  Cosmos -  Tre Fiori ? - ?
B)  Domagnano -  Folgore ? - ?
- Finale:

C)   Domagnano -  Tre Fiori ? - ?